# Ali Fawzi
Ali Fawzi (sinh ngày 17 tháng 3 năm 1992) là một cầu thủ bóng đá người Ai Cập thi đấu ở vị trí hậu vệ phải cho câu lạc bộ Ai Cập Enppi. Năm 2016, anh ký bản hợp đồng 3 năm cho câu lạc bộ Ennpi, để hoàn tất vụ chuyển nhượng từ Aluminum với mức giá 700.000 Egyptian Pounds.